# Галочкина, Надежда Николаевна
Надежда Николаевна Галочкина (1935—2009) — советская работница сельского хозяйства, доярка, Герой Социалистического Труда.

## Биография
Родилась 4 сентября 1935 года в селе Аркатово Пестречинского района Татарской АССР.
После школы, в 16 лет начала работать на молочнотоварной ферме в родном селе. Проявляя старательность и трудолюбие — стала лучшей дояркой не только в своем колхозе «Путь к коммунизму», но и во всём Пестречинском районе. Надежда Галочкина делилась своим опытом, была наставницей молодежи. В 1965 году она получила от каждой коровы своей группы в среднем по 4045 кг молока. В этом же году она выступила с почином соревноваться за получение в летний период пудовых надоев в сутки и первой добилась этого результата.
В 1966 году Галочкина стала Героем Социалистического Труда и депутатом Верховного Совета СССР. До 1990 года трудилась дояркой на ферме колхозе «Путь к коммунизму», а до 1991 года (до выхода на заслуженный отдых) — совхоза «Осиповский».
Умерла в 2009 году.

## Награды
- В 1966 году Н. Н. Галочкиной было присвоено звание Героя Социалистического Труда с вручением ордена Ленина (за успехи в развитии сельского хозяйства).
- Также была награждена медалями.